# احمد نقیب‌الممالک
میرزا احمد، ملقب به نقیب‌الاشراف و سپس نقیب‌الممالک (زادهٔ ۱۲۳۸ ه‍.ق در شیراز – درگذشتهٔ ۱۳۰۲ ه‍.ق در اصفهان)، پسر حاج درویش حسن شیرازی، متخلص به «نقیب». از شاعران متأخر فارسی‌زبان است. او داستان‌گو و نقال دربار ناصرالدین‌شاه قاجار بوده‌است.
میرزا احمد در سال ۱۲۳۸ ه‍.ق در شیراز به دنیا آمد و در زادگاهش به تحصیل علوم قدیمه پرداخت. بعد از فوت پدر، ابتدا به «نقیب‌الاشراف» و سپس به «نقیب‌الممالک» ملقب شد. در اواخر عمر، بعد از طواف و زیارت حرمین‌الشریفین و تشرفِ اماکن متبرکهٔ عراق، به مشهد رفت و از خادمان آستان رضوی گردید. او در ۱۳۰۲ ه‍.ق در اصفهان درگذشت.

## آثار
میرزا احمد، مثنوی‌ای به نام ده باب یا ده دفتر به سبک و سیاق کارنامهٔ بلخ سنایی غزنوی در ده قسمت دارد از این قرار: ۱- آداب الحکومة، ۲- أوصاف الوزراء، ۳- أوصاف ائمةِ الجماعة، ۴- أوصاف القضاة، ۵- أوصاف اهلِ الإرشاد، ۶- أوصاف الاطباء، ۷- أوصاف التجار، ۸- أوصاف شحنه و کدخدا، ۹- أوصاف ذاکرین، ۱۰- أوصاف تنبلان.
از دیگر آثار اوست دیوان شعر.

### آثار منسوب
- امیر ارسلان نامدار
- مَلِک جمشید: طلسم آصف و طلسم حمام بلور
- زرین‌مَلِک

این سه اثر در اصل به محمدعلی نقیب‌الممالک نسبت داده می‌شوند.